# Малкас
Малкас — деревня в Абанском районе Красноярского края России. Входит в состав Покровского сельсовета.

## История
Деревня Чувашская была основана в 1918 году. По данным 1926 года в деревне имелось 85 хозяйств и проживало 409 человек (в основном — чуваши). Функционировала школа I ступени. Административно деревня входила в состав Покровского сельсовета Абанского района Канского округа Сибирского края.

## География
Деревня находится в восточной части Красноярского края, к западу от реки Абан, на расстоянии приблизительно 29 километров (по прямой) к северо-западу от посёлка Абан, административного центра района. Абсолютная высота — 218 метров над уровнем моря.

## Население
| 1926 | 1989 | 2002 | 2010 |
| ---- | ---- | ---- | ---- |
| 409  | ↘157 | ↘102 | ↘98  |

Гендерный состав
По данным Всероссийской переписи населения 2010 года в гендерной структуре населения мужчины составляли 52 %, женщины — соответственно 48 %.
Национальный состав
Согласно результатам переписи 2002 года, в национальной структуре населения чуваши составляли 75 % из 102 чел.

## Улицы
Уличная сеть деревни состоит из трёх улиц.